# 2021年阿布扎比女子网球公开赛
WTA阿布扎比女子网球公开赛（Abu Dhabi WTA Women’s Tennis Open）是一项于2021年在阿拉伯联合酋长国阿布扎比举办的一年期女子职业网球赛事。当年赛事属于WTA500赛事。在阿布扎比国际网球中心的室外硬地球场上举行。最终白俄罗斯选手阿丽娜·萨巴伦卡获得冠军。